# بچه سیرک
بچه سیرک (به انگلیسی: Circus Kid) یک فیلم سینمایی هنگ کنگی در ژانر اکشن و فیلم رزمی محصول سال ۱۹۹۴ به کارگردانی وو ما است.
بازیگران اصلی این این فیلم یوئن بینا، دانی ین، ایرن وان و وو ما هستند.

## بازیگران
- یوئن بیائو به عنوان لو یی تونگ / هان
- دانی ین در نقش دانتون لی
- وو ما به عنوان استاد شن Tinyi
- ایرن وان به عنوان شبکه
- لیلی لی به عنوان مه
- دیوید لام به عنوان چیانگ ییتین
- وو یینگ-مرد
- کن لو به عنوان ریه
- بیگ لانگ
- یوئن میو (کومئو)
- بیو لو کام
- ژنگ شوانگ